# Hamburghafen
Der Hamburghafen (englisch Hamburg Bay, spanisch Bahía Hamburg ‚Hamburg-Bucht‘) ist eine Bucht an der Nordwestküste der Anvers-Insel im westantarktischen Palmer-Archipel. Sie liegt unmittelbar südlich des Bonnier Point.
Entdeckt, jedoch nur unvollständig kartiert, wurde die Bucht bei der Antarktisfahrt des deutschen Polarforschers Eduard Dallmann mit der Groenland (1873–1874). Dallmann benannte sie nach der Stadt Hamburg, dem Heimathafen seines Schiffs. Eine genauere Kartierung der Bucht erfolgte bei der Vierten Französischen Antarktisexpedition (1903–1905) unter der Leitung des Polarforschers Jean-Baptiste Charcot.